# Септимонтиум
Септимонтиум (на латински: Septimontium; septem „седем“ и mons „planina, хълм“) е стар римски фестивал, празник в Древен Рим на
11 декември на жителите на Седемте хълма на Рим.